# 樹魂の歌
樹魂の歌(じゅこんのうた)は、1988年に開催された岐阜中部未来博のイベント、「淡墨桜と大陶壁」において初演された、藤掛廣幸作曲、中条雅ニ作詞のシンセサイザー音楽。英題は''The Spirit of Nature''
岐阜県本巣郡根尾村(現:本巣市)にある、樹齢1500年以上とされる淡墨桜をテーマとし、シンセサイザー演奏と合唱の三部構成によって演奏される。
藤掛廣幸は、岐阜中部未来博における総予算１億円のプロジェクト、「淡墨桜と大陶壁」の音楽プロデューサーであり、1988年7月30日に、岐阜県岐阜市の淡墨桜大陶壁特設ステージ(現:岐阜メモリアルセンター内)において、この「樹魂の歌」の初演を行った。作曲者によるシンセサイザー演奏と、岐阜市民230人による混声合唱によって初演は構成された。
なお、7月の初演前にも4月30日に、淡墨桜の下で能とのジョイントコンサートを行い、シンセサイザーで演奏されている。(合唱はなし)
また、2001年には岐阜シティマンドリン合奏団による委嘱で、「マンドリンオーケストラの為の樹魂の歌」が作曲者本人の指揮により、11月4日に、岐阜シティマンドリン合奏団15周年記念演奏会にて初演される。そして、5年後の2006年7月23日には、同合奏団の委嘱により「合唱付きの」マンドリンオーケストラの為の樹魂の歌が初演された。